# Halleck
Halleck é uma comunidade não incorporada no condado de Elko, no nordeste o estado do Nevada, no oeste dos Estados Unidos.

## Geografia
Halleck fica na confluência entre a Interstate 80 e a State Route 229 a nordeste da cidade de Elko. Halleck fica a  uma altitude de 1.590 m.
Se bem seja uma comunidade não incorporada, ela tem uma estação de correios com o código zip  de 89824. A estação de correios foi fundada em 24 de abril de 1873.

## História
O nome da comunidade tem origem no Campo Halleck (1867-1879), fundado em 26 de julho de 1867  pelo exército dos Estados Unidos para proteger o California Trail e os trabalhadores da construção civil da Central Pacific Railroad. O seu nome foi dado pelo  Major General Henry Wager Halleck. Tornou-se em Fort Halleck  (1879-1886).
Halleck foi fundada em  1869, quando a  Central Pacific Railroad ficou completa e a cidade tornar-se em abastecimento do Fort Halleck. Em 1869, a cidade já tinha dois hotéis e um saloon. O saloon alimentava os soldados estacionados em Fort Halleck. Uma loja e uma escola foram abertos em 1874. A escola permaneceu aberta até à década de 1950, Em 1875, a população era de 50 habitantes e em 1990 já ali viviam 126 habitantes.
Naquela época Halleck tinha 26 edifícios e numerosos negócios floresceram. Todavia, com o abandono do Fort Halleck em 1886, a cidade tinha de contar com os ranchos e os rancheiros para sobreviver.  A cidade foi lentamente morrendo com os pequenos sendo adquiridos por grandes proprietários. A estação de correios continua a funcionar na atualidade para servir os rancheiros locais.